# Дивина густоквіткова
Дивина великоцвіта, або густоквітко́ва (Verbascum densiflorum Bertol.; Verbascum thapsiforme Schrad.) — вид рослин родини ранникові (Scrophulariaceae), поширений у Європі, Марокко й Туреччині.

## Морфологічна характеристика

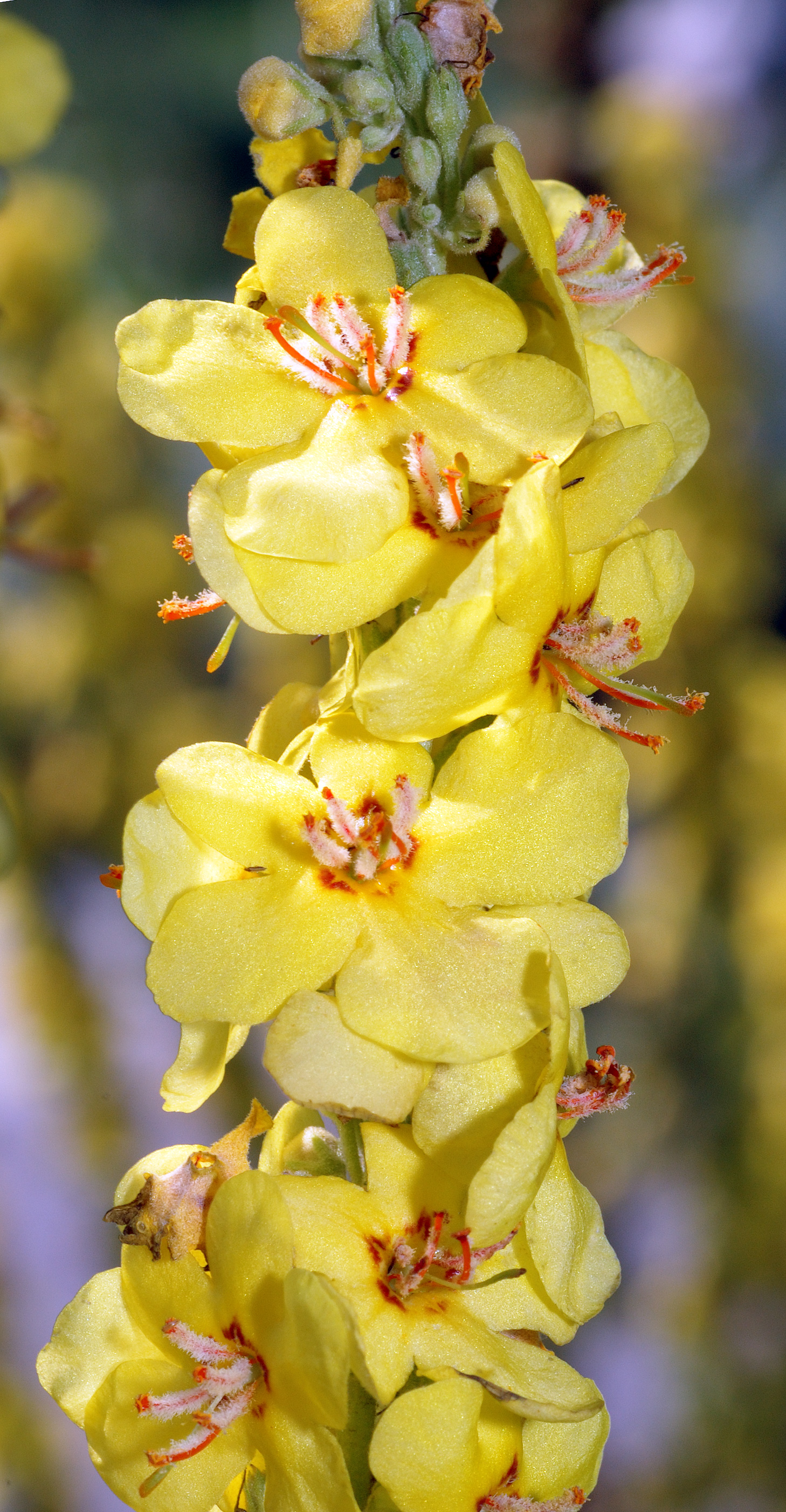
Суцвіття дивини великоцвітої

Трав'яниста, дворічна рослина, 50—180 см заввишки, густо, м'яко запушена рослина з простим поодиноким стеблом. Листки повстисті, довгасті або довгасто-яйцеподібні, велико-городчасті. Стеблові — чергові, нижній листок — у прикореневій розетці. Квітки жовті, правильні. Оцвітина подвійна, зрослопелюсткова. Чашечка 5—роздільна. Віночок досить великий, має коротеньку трубочку та 5—лопатевий відгин. Тичинок 5, з них 6 з білими пухнастими нитками. Маточка одна. Квітки зібрані в густу колосоподібну верхівкову китицю. Цвіте в червні — липні. Плід — коробочка.

## Поширення
Зростає в більшій частині Європи, в Туреччині, Марокко, введений у Мадейрі.
В Україні зростає на галявинах, узліссях, полях, пісках і біля доріг — на рівнині й у передгір'ях Карпат, в зх. Лісостепу, Степу та Криму, звичайна. Іноді утворює суцільні зарості.

## Фармакологічні властивості
Препарати з віночків дивини застосовують як відхаркувальний та пом'якшувальний засіб.
Настойку квіток використовують для натирань при невралгії, порошком сухих квіток присипають рани та виразки. При лупі та облисінні голову миють відваром квіток рослини.

## Заготівля
Віночки збирають у суху погоду, в першій половині дня вручну, складаючи в невеликі кошики. Відразу ж сушать на горищі, під наметом або в сушарці за температури 16—18 °C. Крім дивини великоцвітої заготовляють також віночки дивини ведмежої (V. thapsus L.), дивини звичайної (V. phlomoides L.), що ростуть у тих самих умовах, що й дивина великоцвіта.